# Anapskij rajon
L'Anapskij rajon (in russo Анапский район?) è un rajon del Kraj di Krasnodar, nella Russia europea; il suo  capoluogo è Anapa, anche se questa città non fa parte del rajon, ma costituisce invece una città di rilevanza federale che si pone sullo stesso livello del rajon stesso e raggruppa sotto di sé tre località rurali.